# Rina Giachetti
Rina Giachetti (Firenze, 25 agosto 1880 – Cerreto Guidi, 1º giugno 1959) è stata un soprano e insegnante di canto italiano.

## Biografia
Rina  Giachetti, figlia di Guido e di Giuseppina Guidalotti, all'età di quindici anni iniziò lo studio del canto, a Firenze, sotto la guida del maestro C. Carignani. Esordì a 19 anni, nel 1899, al teatro Verdi di Zara, nel ruolo di Micaela della Carmen di Georges Bizet. Al Teatro Liceo di Barcellona, nel 1900, interpretò ancora Micaela e debuttò nel ruolo di Musetta de La bohème di Giacomo Puccini. Al Teatro San Carlo di Napoli cantò nell'opera Le Maschere di Pietro Mascagni, accanto ad Angelica Pandolfini e interpretando il personaggio di Colombina. Ricoprì il ruolo di Musetta, nella prima esecuzione napoletana de La Bohème di Ruggero Leoncavallo (3 marzo 1902).

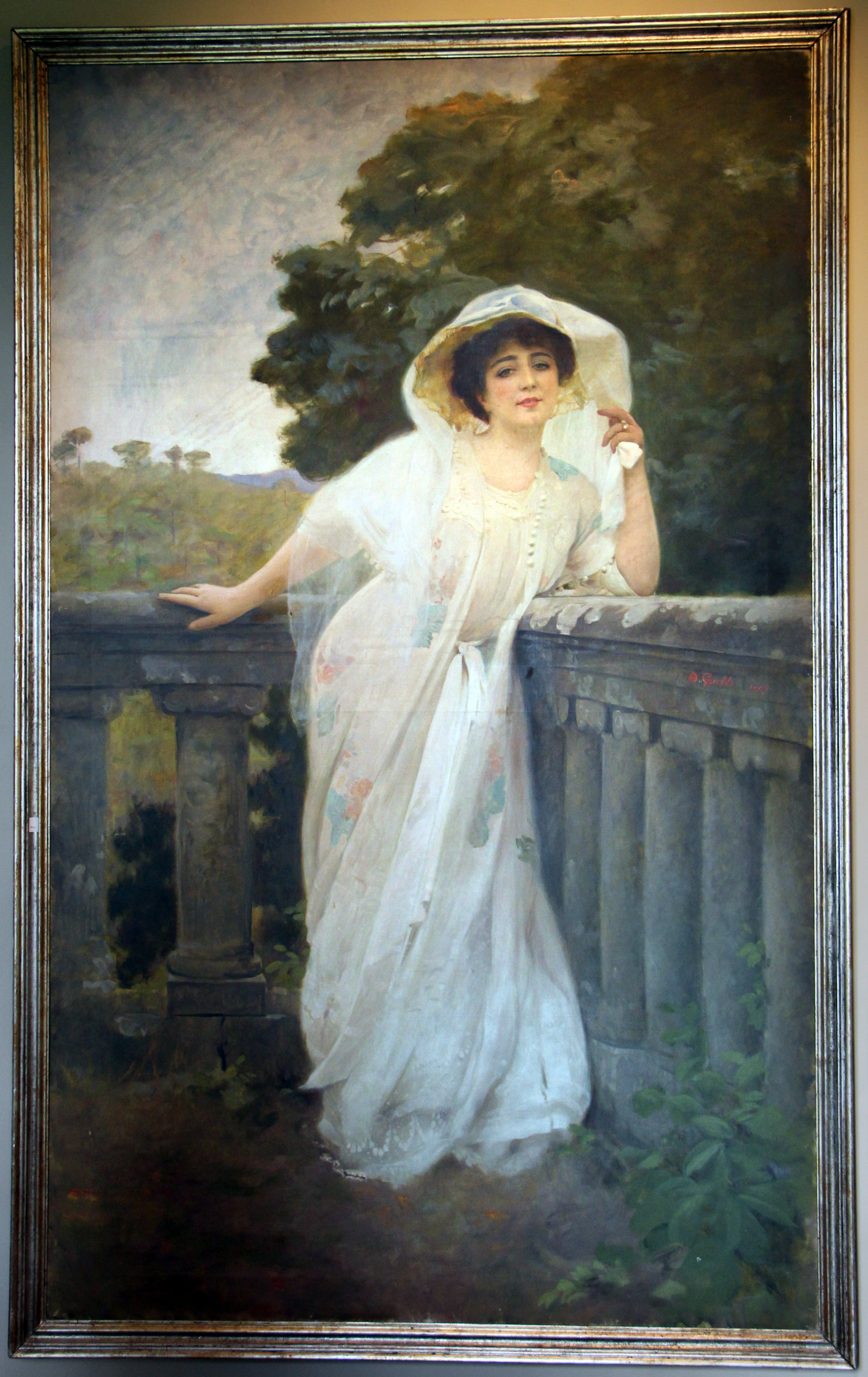
A. Galli, ritratto di Ada Botti Giachetti, 1907 (Museo Enrico Caruso)

Ebbe il ruolo di Olga Sukareff, nella Fedora di Umberto Giordano e, a fianco di Enrico Caruso, cantò nella Manon di Jules Massenet, il 16 gennaio 1902. Enrico Caruso ebbe una lunga relazione amorosa con Ada Botti Giachetti, sorella di Rina, da cui ebbe due figli.
La sua voce era fresca e ben timbrata, calda e limpida, duttile e raffinata, ed era considerata particolarmente adatta in ruoli in francese. Tra i personaggi di Jules Massenet, interpretò Myriam, nell'oratorio Maria Maddalena, insieme a Edvige Ghibaudo e a Francisco Viñas (26 marzo 1902), e Cendrillon, nell'opera omonima (aprile 1902). A maggio 1902 sostenne entrambe le parti di Margherita e di Elena, nel Mefistofele di Arrigo Boito. Si esibì nel 1903 in ruoli drammatici: vestì i panni di Aida, al teatro Massimo di Palermo e al teatro Pagliano di Firenze, e quelli di Tosca al teatro Dal Verme di Milano.
Al Teatro San Carlo, nel 1904 fu Valentina di Valois ne Gli Ugonotti di Giacomo Meyerbeer; nel 1905 interpretò Amelia in Un ballo in maschera di Giuseppe Verdi, Adriana Lecouvreur nell'opera omonima di Francesco Cilea e Alda nella prima esecuzione italiana di Rolando di Berlino di Leoncavallo. Nel 1905 fu la protagonista nella Madama Butterfly di Giacomo Puccini: un ruolo in cui si calava perfettamente. Nel 1906 fu la prima interprete del ruolo eponimo nell'opera Tess di Frédéric Alfred d'Erlanger (Napoli, Teatro di San Carlo).

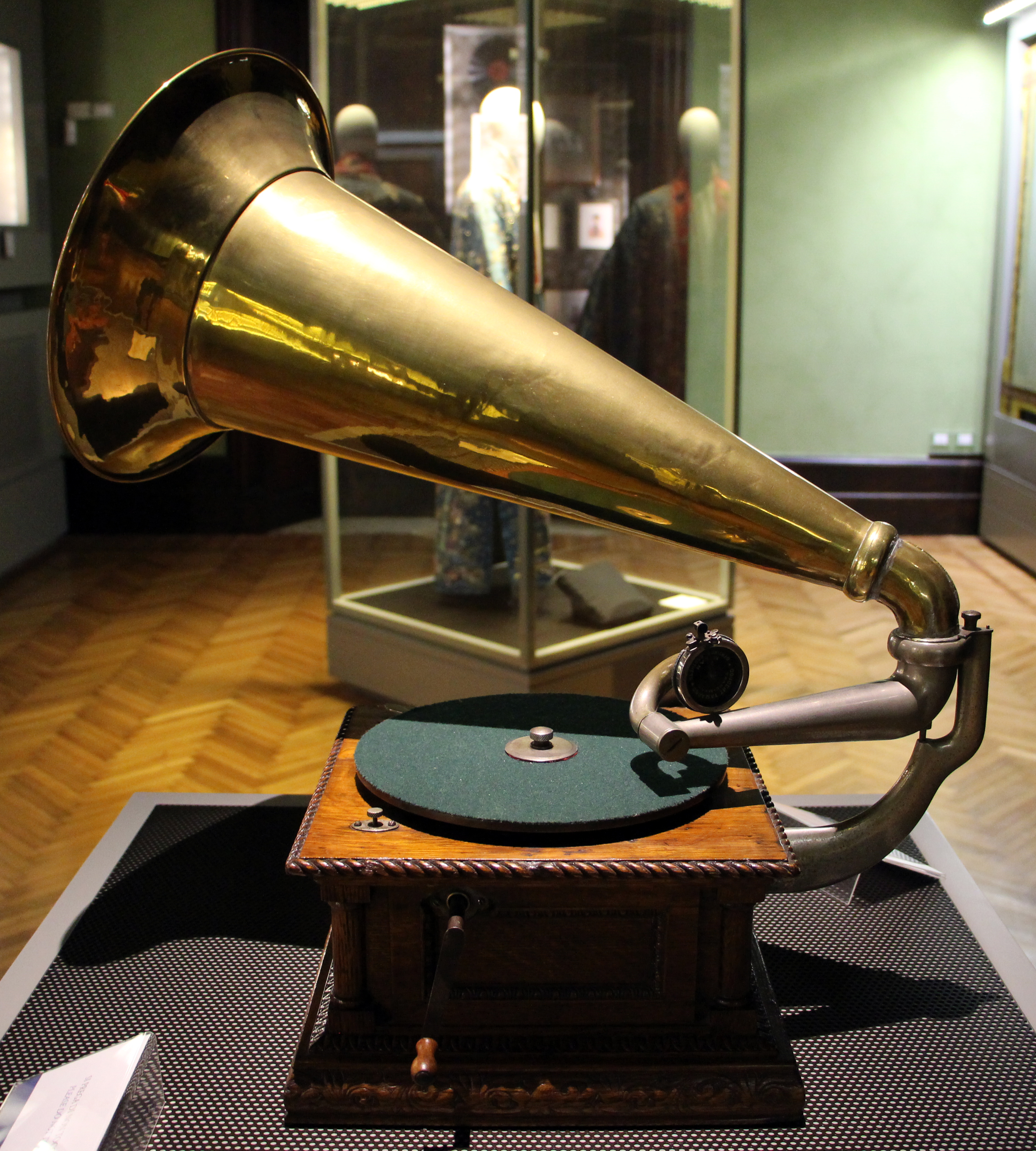
Grammofono typewriter & company ltd., 1901, Museo Caruso

Tra il 1906 e il 1908 cantò a Londra. A febbraio 1909 debuttò al Teatro Costanzi di Roma, nel ruolo di Maddalena di Coigny nell'Andrea Chénier di Giordano, cantò in Madama Butterfly, ne La Bohème di Puccini e nel Mefistofele di Arrigo Boito: tutte opere dirette da Pietro Mascagni.
Quando abbandonò le scene si dedicò all'insegnamento. Visse gli ultimi anni a Cerreto Guidi, presso Firenze.

### Interpretazioni principali
- 1899 - Micaela, nella Carmen di Georges Bizet
- 1900 - Musetta, ne La Bohème di Giacomo Puccini, Teatro Liceo di Barcellona
- 1901 - Colombina, ne Le Maschere di Pietro Mascagni, Teatro San Carlo di Napoli
- 1903 - Aida, in Aida di Giuseppe Verdi, Teatro Massimo di Palermo
- 1903 - Tosca nella Tosca di Giacomo Puccini, Teatro Dal Verme di Milano e teatro San Carlo di Napoli

## Filmografia
Alla vita di Enrico Caruso è ispirata la fiction Caruso, la voce dell'amore, trasmessa in prima serata su RaiUno, il 23 e il 24 settembre 2012. Vanessa Incontrada e Martina Stella hanno interpretato le due sorelle fiorentine che hanno segnato la vita del grande tenore: Ada e Rina Giachetti.